# NGC 3784
NGC 3784 ist eine Balken-Spiralgalaxie vom Hubble-Typ SBa im Sternbild Löwe an der Ekliptik. Sie ist schätzungsweise 305 Millionen Lichtjahre von der Milchstraße entfernt und hat einen Durchmesser von etwa 80.000 Lichtjahren. Gemeinsam mit NGC 3785 bildet sie das (optische) Galaxienpaar Holm 271. 
Im selben Himmelsareal befinden sich u. a. die Galaxien NGC 3781 und NGC 3826.
Das Objekt wurde am 28. April 1881 vom französischen Astronomen Édouard Stephan entdeckt.